# Portugal op de Olympische Zomerspelen 1972
Portugal nam deel aan de Olympische Zomerspelen 1972 in München, West-Duitsland. Voor de derde achtereenvolgende keer werd geen medaille gewonnen.

## Deelnemers en resultaten

### Atletiek
| Olympiër                                                   | Onderdeel       | Resultaat | Prestatie               |
| ---------------------------------------------------------- | --------------- | --------- | ----------------------- |
| Fernando Silva                                             | 400m (m)        | 46e       | serie 5: 6de in 47,67   |
| Fernando Mamede                                            | 800m (m)        | 30e       | serie 2: 4de in 1.48,6  |
| Fernando Mamede                                            | 1500m (m)       | 42e       | serie 7: 6de in 3.45,1  |
| Carlos Lopes                                               | 5000m (m)       | 49e       | serie 1: 9de in 14.29,6 |
| Carlos Lopes                                               | 10000m (m)      | 29e       | serie 3: 9de in 28.53,6 |
| Alberto Matos                                              | 110m horden (m) | 33e       | serie 2: 7de in 14,74   |
| José Carvalho                                              | 400m horden (m) | 29e       | serie 3: 6de in 52,64   |
| Fernando Silva Alberto Matos José Carvalho Fernando Mamede | 4x400m (m)      | 17e       | serie 1: 7de in 3.10,00 |
| Armando Aldegalega                                         | marathon (m)    | 41e       | 2:28.24                 |

### Gewichtheffen
| Olympiër   | Onderdeel | Resultaat | Prestatie                                                                                 |
| ---------- | --------- | --------- | ----------------------------------------------------------------------------------------- |
| Raul Diniz | -56kg (m) | 21e       | drukken: 21ste met 95kg trekken: 21ste met 77,5kg stoten: 20ste met 112,5kg totaal: 285kg |

### Judo
| Olympiër                | Onderdeel | Resultaat | Prestatie                                                                          |
| ----------------------- | --------- | --------- | ---------------------------------------------------------------------------------- |
| António Roquete Andrade | -70kg (m) | 12e       | 1ste ronde: W van MGL Baatarjav: Hadaka-jima 2de ronde: V van FRG Dörbrandt: ippon |
| Orlando Ferreira        | -80kg (m) | 19e       | 1ste ronde: vrij 2de ronde: V van JPN Sekine: Tai-otoshi                           |

### Paardensport
| Olympiër                                       | Onderdeel      | Resultaat      | Prestatie                                                                                         |
| Springconcours                                 | Springconcours | Springconcours | Springconcours                                                                                    |
| ---------------------------------------------- | -------------- | -------------- | ------------------------------------------------------------------------------------------------- |
| Francisco Caldeira                             | individueel    | 31e            | 1ste ronde: 31ste met 16 strafpunten                                                              |
| Carlos Campos                                  | individueel    | 13e            | 1ste ronde: 4de met 4 strafpunten 2de ronde: 15de met 16,50 strafpunten totaal: 20,50 strafpunten |
| Vasco Ramires                                  | individueel    | 37e            | 1ste ronde: 37ste met 20 strafpunten                                                              |
| Francisco Caldeira Carlos Campos Vasco Ramires | team           | 13e            | 1ste ronde: 13de met 107,50 strafpunten                                                           |

### Roeien
| Olympiër                                     | Onderdeel       | Resultaat | Prestatie                                            |
| -------------------------------------------- | --------------- | --------- | ---------------------------------------------------- |
| José Lopes Marques                           | skiff (m)       | 18e       | serie 3: 6de in 8.39,73 herkansingen: 5de in 8.54,27 |
| Carlos Almeida Oliveira Manuel Silva Barroso | dubbel-twee (m) | 19e       | serie 4: 4de in 8.09,93 herkansingen: 4de in 7.44,25 |

### Schietsport
| Olympiër        | Onderdeel              | Resultaat | Prestatie                       |
| --------------- | ---------------------- | --------- | ------------------------------- |
| César Baptista  | 50m geweer 3 houdingen | 61e       | 1057 punten: (393-359-305)      |
| Mário Ribeiro   | 50m geweer 3 houdingen | 63e       | 1051 punten: (379-349-323)      |
| César Baptista  | 50m geweer liggend     | 90e       | 578 punten: (98-96-94-97-94-99) |
| Mário Ribeiro   | 50m geweer liggend     | 92e       | 575 punten: (96-95-96-94-96-98) |
| André Antunes   | 50m pistool            | 55e       | 510 punten: (83-85-90-85-81-86) |
| André Antunes   | 25m snelvuurpistool    | 36e       | 578 punten: (189-197-192)       |
| José de Matos   | skeet                  | 49e       | 179 punten                      |
| Armando Marques | trap                   | 19e       | 187 punten                      |

### Worstelen
| Olympiër          | Onderdeel   | Resultaat   | Prestatie |
| Vrije stijl       | Vrije stijl | Vrije stijl | Vrije stijl |
| ----------------- | ----------- | ----------- | --- |
| Orlando Gonçalves | -62kg (m)   | 23e         | 1ste ronde: V van TUR Akdağ: val 2de ronde: V van POL Stolarski: val                                                                               |
| Grieks-Romeins    |             |             | |
| Leonel Duarte     | -52kg (m)   | 17e         | 1ste ronde: V van GRE Ganotis: val 2de ronde: V van JPN Hirayama: val                                                                              |
| Luís Grilo        | -57kg (m)   | 17e         | 1ste ronde: W van ARG Maggiolo: beslissing 2de ronde: W van PER Velarde: val 3de ronde: V van FRG Veil: val 4de ronde: V van HUN Varga: beslissing |

### Zeilen
| Olympiër                                                | Onderdeel     | Resultaat | Prestatie                          |
| ------------------------------------------------------- | ------------- | --------- | ---------------------------------- |
| José Quina                                              | finn          | 11e       | 190,7 punten: (6-4-5-29-16-DNF-17) |
| António Mardel Correia Ulrich Henrique Anjos            | star klasse   | 6e        | 68,4 punten: (10-4-6-11-3-5-17)    |
| Mário Quina Fernando Pinto Coelho Bello Francisco Quina | draken klasse | 21e       | 120,0 punten: (22-16-11-23-19-22)  |

Afghanistan · Albanië · Algerije · Amerikaanse Maagdeneilanden · Argentinië · Australië · Bahama's · Barbados · België · Bermuda · Birma · Bolivia · Bondsrepubliek Duitsland · Brazilië · Brits-Honduras · Bulgarije · Canada · Ceylon · Chili · Colombia · Congo-Brazzaville · Costa Rica · Cuba · Dahomey · Denemarken · Dominicaanse Republiek · Duitse Democratische Republiek · Ecuador · Egypte · El Salvador · Ethiopië · Fiji · Filipijnen · Finland · Frankrijk · Gabon · Ghana · Griekenland · Groot-Brittannië · Guatemala · Guyana · Haïti · Hongarije · Hongkong · Ierland · IJsland · India · Indonesië · Iran · Israël · Italië · Ivoorkust · Jamaica · Japan · Joegoslavië · Kameroen · Kenia · Khmerrepubliek · Koeweit · Lesotho · Libanon · Liberia · Liechtenstein · Luxemburg · Madagaskar · Malawi · Maleisië · Mali · Malta · Marokko · Mexico · Monaco · Mongolië · Nederland · Nederlandse Antillen · Nepal · Nicaragua · Nieuw-Zeeland · Niger · Nigeria · Noord-Korea · Noorwegen · Oeganda · Oostenrijk · Opper-Volta · Pakistan · Panama · Paraguay · Peru · Polen · Portugal · Puerto Rico · Roemenië · San Marino · Saoedi-Arabië · Senegal · Singapore · Soedan · Somalië · Sovjet-Unie · Spanje · Suriname · Swaziland · Syrië · Taiwan · Tanzania · Thailand · Togo · Trinidad en Tobago · Tsjaad · Tsjecho-Slowakije · Tunesië · Turkije · Uruguay · Venezuela · Verenigde Staten · Vietnam · Zambia · Zuid-Korea · Zweden · Zwitserland